# RollerCoaster Tycoon World
RollerCoaster Tycoon World es un videojuego de estrategia empresarial, construcción y gestión de parques de diversiones. Ha sido desarrollado por Nvizzio Creations, publicado por Atari y distribuido por Bandai Namco Entertainment. El 30 de marzo de 2016 fue publicado un acceso anticipado del juego y el 6 de octubre de 2016 sería el lanzamiento de forma definitiva. Pertenece a la serie RollerCoaster Tycoon.